# Shake-hands architectuur
Shake-hands architectuur is een Nederlandse architectuurstroming waarin moderne en traditionele bouwmaterialen en -methoden gecombineerd worden. Deze stroming ontstond kort voor de Tweede Wereldoorlog, maar floreerde tot in de jaren zestig als gevolg van de behoeften die met de naoorlogse wederopbouw kwamen en de ongeëvenaarde mogelijkheden die met de ontwikkeling van gewapend beton gepaard gingen. Het was een 'huwelijk van baksteen en beton', een vorm van wederopbouwarchitectuur waarin functionalisme en traditionalisme samengesmolten werden, twee met elkander polariserende vooroorlogse stromingen.
Hoewel de shake-hands met de naoorlogse wederopbouw geassocieerd wordt, werd de term  door Jaap Bakema geïntroduceerd in zijn bespreking van Willem van Tijens werk in de jaren dertig en veertig van de 20e eeuw. Andere voorbeelden van shake-hands architectuur zijn het werk van Marius Duintjers en Rudi Bleeker; en het Slaakhuys in Rotterdam, in gebruik als hotel The Slaak.
Ook het voormalige Marnix van Sint Aldegonde schoolgebouw in Haarlem-Noord, een ontwerp van de Bloemendaalse architect Hendrik Willem van Kempen, is een voorbeeld van deze architectuurstijl. Het pand werd in 2020 benoemd tot gemeentelijk monument.